# Die Ruhelosen
Die Ruhelosen (Originaltitel: Les intranquilles; englischsprachiger Festivaltitel: The Restless) ist ein Spielfilm des belgischen Regisseurs Joachim Lafosse aus dem Jahr 2021.
Im Jahr seiner Veröffentlichung wurde der Film im Wettbewerb der 74. Internationalen Filmfestspiele von Cannes uraufgeführt.

## Handlung
Das Paar Leïla und Damien ist sehr zueinander hingezogen. Vor allem Damien ist bemüht, die Beziehung aufrechtzuerhalten, obwohl er unter einer bipolaren Störung leidet. Dennoch hat er das Gefühl, Leïla nicht das geben zu können, was sie ersehnt.

## Veröffentlichung und Rezeption
Der Film wurde am 16. Juli 2021 beim 74. Filmfestival von Cannes uraufgeführt. In einem rein französischen Kritikenspiegel der Website Le film français sah einer der 15 Kritiker den Film als Palmen-Favoriten an.
Der Kinostart in Frankreich erfolgte am 29. September 2021. In Deutschland kam der Film am 14. Juli 2022 in die Kinos.

## Auszeichnungen
Für Die Ruhelosen erhielt Joachim Lafosse seine erste Einladung in den Wettbewerb um die Goldene Palme, den Hauptpreis des Filmfestivals. Das Werk blieb unprämiert.
Im Jahr 2022 folgte bei der Verleihung der französischen Prix Lumières zwei Nominierungen (Bester Darsteller – Damien Bonnard, Beste internationale Koproduktion). Im selben Jahr erhielt Die Ruhelosen sechs Nominierungen für den belgischen Prix Magritte sowie zwei César-Nominierungen (Beste Hauptdarstellerin – Leïla Bekhti, Bester Hauptdarsteller – Damien Bonnard).